# Siège de Melilla (1697)
Pour les articles homonymes, voir Siège de Melilla.
Le siège de Melilla de 1697 est une tentative marocaine de prendre la ville de Melilla, préside espagnol au nord de l'Empire chérifien.

## Contexte
Occupée par les Espagnols depuis 1497, la garnison de Melilla est constamment en état d'alerte à cause des attaques incessantes des tribus rifaines voisines. Entre 1694 et 1696, le sultan Moulay Ismaïl tente de s'emparer de la ville, mais en vain.

## Déroulement
Le 27 avril 1697, l'armée marocaine remet le siège devant Melilla. Près de 10 à 12 000 hommes s'attaquent aux avant-postes espagnols devant la ville, et notamment au fort de Santiago, en construction. Les Espagnols réussissent à repousser les multiples assauts des Marocains, les 27, 28 et 29 avril. Le 30, 4 à 5 000 Marocains mènent un assaut final sur le fort de Santiago, à 11 heures du soir. Ils sont cependant repoussés après sept charges contre le fort, grâce à l'intervention d'une force de secours de Melilla, mais surtout grâce au feu de mousqueterie et d'artillerie de la ville. Les combats durent ainsi jusqu'à 5 heures du matin.

## Sources

### Sources bibliographiques
1. 1 2 3  Société historique algérienne 1865, p. 367
2. ↑  Rézette 1976, p. 31
3. ↑  Institute of International Law 1894, p. 231
4. ↑  Rézette 1976, p. 38
5. ↑  L'Afrique française 1925, p. 499
6. ↑  Péchot 1914, p. 249

#### Francophone
- Robert Rézette, Les enclaves espagnoles au Maroc, Nouvelles éditions latine, 1976, 190 p. (lire en ligne)
- Ismaël Hamet, Histoire du Maghreb : cours professé à l'Institut des hautes études marocaines, E. Leroux (Paris), 1923, 501 p. (lire en ligne)
- Institute of International Law, Revue de droit international et de législation comparée : Volume 26, 1894, 668 p. (lire en ligne)
- Société historique algérienne, Revue africaine : journal des travaux de la Société Historique Algérienne : Volume 9, 1865, 483 p. (lire en ligne)
- Comité de l'Afrique française et Comité du Maroc, L'Afrique française : bulletin mensuel du Comité de l'Afrique française et du Comité du Maroc, (Paris), année 1925 (lire en ligne)
- L. Péchot, Histoire de l'Afrique du Nord avant 1830 : précédée de la géographie physique et politique de la Tunisie, de l'Algérie et du Maroc · Volume 3, Gojosso, 1914 (lire en ligne)

#### Hispanophone
- (es) Rafael Pezzi, Los presidios menores de África y la influencia española en el Rif, Fortanet, 1893, 302 p. (lire en ligne)